# 鮑氏綠鸚嘴魚
鮑氏鸚嘴魚，俗名鸚哥、青衫、蠔魚，為輻鰭魚綱鱸形目隆頭魚亞目鸚哥魚科的其中一種。

## 分布
本魚分布於西太平洋區，包括台灣、琉球群島、印尼、帛琉、菲律賓等海域。

## 深度
水深3至30公尺。

## 特徵
本魚魚體由小到大尺板皆呈白色。最大的特徵是終端型的雄魚體為深藍綠色，鱗片鑲有橘紅色緣，眼後緣到胸鰭後方有塊梯形的橘紅色斑及背鰭有二條與臀鰭有一條同色的縱紋。背鰭硬棘9枚、背鰭軟條10枚、臀鰭硬棘3枚、臀鰭軟條9枚。體長可達30公分。

## 生態
本魚喜獨游於水質清澈的珊瑚礁外緣海域。以珊瑚之共生藻為食，屬草食性魚類。

## 經濟利用
食用性魚類，食用時可清蒸或紅燒均可。